# Смиља Тишма
Смиља Тишма (Зринска, 9. јун 1929) српски је политичар и преживели заточеник из Логора Јасеновац. У Народној скупштини Србије била је од 2020. до 2022. године. Иако је изабрана на листи Социјалистичке партије Србије, није члан ниједне странке.

## Ране године и детињство током Другог светског рата
Смиља је рођена у српској породици у селу Зринска у западној Славонији и одрастао је у заједници, у тадашњој Краљевини Југославији; територија данашње Хрватске. Постоји неизвесност око Тишминог рођења. Званични документи кажу да је рођена 9. јуна 1929. године, иако је у периоду после Другог светског рата открила да ни година ни датум нису тачни. У интервјуу из 2010. рекла је да је рођена непознатог датума у јуну и да је њена година рођења била раних 1930-их; без обзира на то, користила је 9. јун 1929. као свој датум рођења у службене сврхе. Њен отац је био земљорадник, а она је одрасла у сеоском домаћинству.
Смиља је била дете када је почео Други светски рат и када је основана Независна Држава Хрватска под влашћу фашистичких усташа. Како је испричала у интервјуима за усмену историју, она и њена породица претрпели су многе потешкоће под фашистичком влашћу. Њеног оца су усташе ухапсиле 1941. године и верује се да је умро у концентрационом логору. Она и други чланови њене породице су касније заточени у више различитих логора током наредне две године, укључујући и злогласни логор Јасеновац; она је испричала ужасне услове којима су затвореници били изложени и рекла да се верује да је и њена мајка умрла у том периоду. Смиља је на крају послата у дечји логор Јастребарско и био је део групе деце која су одведена у Лудбрег и од њих је захтевано да раде на имањима локалних сељака. Комшија етнички Хрват, из њеног родног села, успео је да спасе њу и њену браћу и сестре крајем 1943. године и врати их кући; остатак рата провела је живећи са члановима породице и комшијама у Зринској и око ње и кријући се у оближњој шуми током битака.
Тишма и њен брат присуствовали су отварању југословенског Спомен-подручја Јасеновац 1964. године. Касније је основала Удружење логораша Јасеновца.

## Политичко деловање
Тишма је у Београд стигла по завршетку рата, а са браћом и сестрама је касније живела у разним крајевима тадашње Народне Републике Србије. На крају је дипломирала на Правном факултету Универзитета у Београду и своју каријеру провела радећи у југословенском министарству за рад, борачка и социјална питања. Била је члан Савеза комуниста Југославије и била је у његовом централном комитету; у том својству држала је предавања у име странке на различитим локацијама широм земље. У интервјуу из септембра 2020. рекла је да би гласала за враћање тог временског периода ако би то било могуће. Након пензионисања, више није била политички активна све до 2020. године.
На парламентарним изборима у Србији 2020. године Тишма је заузела пето место на коалиционој изборној листи коју предводи Социјалистичка партија Србије. Листа је освојила тридесет два мандата, а она је изабрана. Социјалисти су наставили учешће у коалиционој влади Србије и након избора, а Тишма је била подршка администрацији. Као најстарији члан скупштине (према званично регистрованом датуму рођења), била је њен привремени председник од 3. августа до 22. октобра 2020, када је за председавајућег изабран лидер Социјалистичке партије Ивица Дачић.
Током свог посланичког мандата, Тишма је била члан скупштинског одбора за рад, социјална питања, социјално укључивање и смањење сиромаштва и члан посланичких група пријатељства са Француском, Грчком, Израелом, Италијом и Русијом. Била је у посланичкој групи Социјалистичке партије. Она је у мају 2021. у Народној скупштини говорила о злочинима НДХ током Другог светског рата и позвала скупштину да подржи резолуцију којом се признаје геноцид над Србима, Јеврејима и Ромима.
Тишма није била кандидат за реизбор на парламентарним изборима у Србији 2022. године, а њен мандат је формално престао када је нова скупштина заседала 1. августа 2022. године.